# Ева Бушмина
Я́на И́горевна Швец (укр. Яна Ігорівна Швець, также известная под псевдонимами Ева Бушмина и LAYAH (2016—2025); род. 2 апреля 1989, Свердловск, Луганская область) — украинская певица, актриса и телеведущая, бывшая солистка группы «ВИА Гра» (с марта 2010 по январь 2013 года).

## Биография

### Ранние годы
Яна Швец родилась 2 апреля 1989 года в городе Свердловск Луганской области.
Родители Светлана Александровна Швец (в девичестве Бушмина) (род. 1965) и Игорь Михайлович Швец (род. 1964), бизнесмен. Швец закончила свердловскую школу № 9, в 2001 году её семья переехала в Киев, где она поступила в эстрадно-цирковую академию на факультет эстрадного вокала. Её брат Олег Игоревич Швец (род. 23 июля 1986) — специалист по защите информации. В академии Швец училась вместе с Настей Каменских.

### 2009—2010: «Lucky» и «Фабрика звёзд 3»
Швец была солисткой группы Lucky, бэк-вокалисткой у Анастасии Каменских и в группе «Авиатор», телеведущей «Гутен Морген» на М1, танцевала в балете The Best, была участницей третьей украинской «Фабрики звёзд» (заняла 5 место), участвовала в телешоу «Фабрика-суперфинал».
21 марта 2010 года заявила о досрочном завершении участия в проекте и переходе в группу «ВИА Гра», где заменила Татьяну Котову.
Путём отбора, который проходил в октябре 2009 года из тысячи претендентов, стала участницей «Фабрики Звезд (Украина)», где взяла псевдоним Ева Бушмина (Бушмина — это девичья фамилия её матери).
На протяжении трёх месяцев она исполняла песни вместе со звёздами украинской и российской эстрады (с Валерием Меладзе «Вопреки», с Софией Ротару «Я ж его любила», с Веркой Сердючкой «Я не поняла» и прочими), а также песни генерального продюсера Константина Меладзе. В новогоднюю ночь был назван победитель проекта, по итогам зрительского голосования им стал Стас Шуринс, а Бушмина заняла пятое место, но первой из всех участниц.
Приняла участие в «Суперфинале» украинской «Фабрики звёзд», но покинула её уже на третьем концерте, получив предложение петь в группе «ВИА Гра».
В мае 2012 года приняла участие в проекте Первого канала «Фабрика звёзд: Россия — Украина», из-за чего пришлось пропустить несколько гастрольных концертов в составе группы «ВИА Гра».

### 2010—2012: «ВИА Гра»
Дебютировала в составе группы 30 марта 2010 года на съёмках передачи «Вечерний квартал». Релиз дебютной песни Бушминой в составе ВИА Гры — «Пошёл вон!» состоялся 29 марта. 10 апреля вышел одноимённый клип (12 апреля релиз состоялся в России). В 2010 году вошла в Топ-10 открытий года по версии сайта Life-Star.
Затем группа провела тур по украинским городам под названием «ВИА-Графия». В сентябре того же года коллектив представил новую композицию «День без тебя», в октябре — видеоклип.
В феврале 2012 году был опубликован клип «ВИА Гры» на композицию «Алло, мам!».
В декабре 2012 года она покинула группу «ВИА Гра».

### 2013—2016: Сольная карьера
В январе 2013 года записала первый сингл «Собой», на которую был снят клип. Премьера песни состоялась 22 марта 2013 года. 4 июля 2013 года состоялся интернет-релиз нового сингла под названием «Лето напрокат». 25 сентября Бушмина выпустила сингл «Религия».
В середине 2013 года была приглашена на шоу «Хочу V ВИА Гру» в качестве наставницы, однако дала отказ в связи с недавними родами. В сентябре того же года приняла участие в пост-шоу «Зважені та щасливі».
В октябре — декабре 2013 года принимала участие в шоу перевоплощений «Як двi краплi», где выступала в образах Шер, Лаймы Вайкуле, Кристины Агилеры, Михаила Боярского, Лолиты, Шакиры, Аллы Пугачёвой, Лары Фабиан, Майкла Джексона, Рианны, Анжелики Варум и Адель.
25 марта 2014 года певица одержала победу в номинации «Открытие года» на музыкальной премии YUNA.
С 2014 по 2016 год выпустила видеоклипы на песни «Как вода», «Нельзя поменять», «Не преступление» и «Тени», которые впоследствии вошли в будущий альбом «LAYAH». Режиссёр клипов — Таня Муиньо.

### 2016—2025: LAYAH
25 апреля 2016 года Бушмина объявила о том, что проект «Ева Бушмина» прекращает своё существование:
Долгое время имя «Ева Бушмина» гармонировало с образом и творчеством, но в силу множества экспериментов и трансформации музыкального стиля - перестало быть актуальным. Пришло время закрыть дверь в прошлое и начать все с чистого листа, без отголосков «Фабрики звезд» и группы «Виа Гра». Теперь Вы увидите меня настоящую, откровенную, самобытную. Ева Бушмина – искусственно созданный персонаж и пришло время с ним попрощаться. Я хочу быть со своим зрителем настоящей. Меня зовут Яна. Внутри я кардинально другая и мне хочется, чтобы зритель это понял и принял меня, мое творчество и мироощущение. Теперь моя музыка будет звучать под именем LAYAH.
В переводе с санскрита «Лайа» означает «растворение».
В апреле 2016 года под псевдонимом LAYAH совместно с Рудольфом Краевским снялась в главной роли в короткометражном социальном фильме «Глотай пыль».
В сентябре 2016 года выпустила дебютный альбом «LAYAH», который состоит из 11 композиций, в том числе четырёх опубликованных ранее: «Как вода», «Нельзя поменять», «Не преступление» и «Тени», запись альбома проходила в киевской студии Istok. По словам саунд-продюсера и автора всех песен Рождена Ануси, альбом записан в духе музыки начала 2000-х:
Так как мы с Яной одного возраста я понял, что в этом времени был сформирован наш вкус в музыке, поэтому мы постарались внести дух хип-хопа, R&B и эмбиента,- говорит музыкант.
Концертная премьера первого лонгплея LAYAH и обновленного образа исполнительницы состоялась 10 ноября в ночном клубе Киева «Bel’Etage». В ноябре певица выпустила переиздание, добавив несколько новых песен.
В поддержку альбома Layah сняла видеоклип на песню «Невесомыми». Съемки проходили в начале июня, в Испании, на берегу Средиземного моря. Премьера состоялась 29 сентября. 28 ноября Layah представила новый клип «Преданы».
В марте 2017 года Layah представила видеоклип на песню «Не прячься». В процессе было задействовано множество локаций, расположенных в разных районах Лос-Анджелеса. В мае этого вышел видеоклип на песню «Навсегда», который также был снят в Лос-Анджелесе.
27 ноября 2017 года Layah выпустила EP «Вне времени».
Бушмина о своём альбоме:
Этот релиз особенно важен для меня. Здесь впервые звучат мои собственные песни. Я и прежде чувствовала в себе этот потенциал, верила, что могу писать сама, но ждала, когда придет время. А потом я просто прислушалась к себе и поняла, что могу быть вне времени. Там я слышу свою музыку.
В поддержку альбома был снят пленочный клип на сингл «Молчать». Съёмки проходили в Берлине.
В конце декабря 2017 года Layah выпустила видео на песню «Вне времени», съёмки которого также проходили в Берлине.
В 2018 году Layah сняла ещё два видеоклипа на треки из своего альбома «Вне времени». 12 февраля состоялась презентация видеоклипа, снятого в берлинском метро, на песню «Ранена». 21 мая состоялась премьера видеоклипа на песню «NEO», который был снят в переходе метро Берлина. Режиссёром двух работ выступила Таня Муиньо, оператором — Никита Кузьменко.
1 июня 2018 года состоялся релиз трека «NAZLO». В ноябре Layah выпустила на видеоклип в стиле сюрреалистической импровизации. Съемки видео проходили в Париже. Над клипом работала команда Kinoproby Production.
Авторы видеоклипа на песню «NAZLO»:
Клип-гипноз. Героиню "бросает" из одного пространства в другое, которые сами по себе сюрреальные, деформированные. Постоянно присутствует иллюзия дежавю, создаваемая намеренными повторами некоторых символов.
21 июня 2019 года Layah представила мини-альбом в стиле хаус «Сам за себя», в который вошло четыре композиции. По данным релиза, саунд новых композиций нарочито сырой, угловатый и олдскульный. В поддержку нового релиза Яна также выпустила видеоклип «Изнанка». Над музыкальным видео работала режиссёр Таня Муиньо. В клипе Layah примеряет традиционное кимоно и показывает движения из китайского боевого искусства тай-цзи. Съемки проходили на Таймс-Сквер в Нью-Йорке.
23 июля 2021 года Layah выпустила второй мини-альбом — «Drunk Promises».
23 апреля 2023 года выпустила песню «Fire» совместно с немецким диджеем Emil Zenko.
28 июня 2024 года состоялась премьера сольного трека «TONIGHT».
2 апреля 2025 года через свой Instagram-аккаунт она объявила о закрытии проекта "LAYAH" и возвращении к проекту "Ева Бушмина".

### 2025: Ева Бушмина
23 мая состоялась премьера нового сингла «Странная девочка».

## Личная жизнь
Была замужем, есть дочь. С началом войны в Украине проживает с возлюбленным, скульптором Григорием на юге Франции.

## Дискография
| Название         | Детали                                                                          |
| ---------------- | ------------------------------------------------------------------------------- |
| LAYAH            | - Выпущено: 26 сентября 2016 - Лейбл: HitWonder - Форматы: цифровая дистрибуция |
| Вне времени — EP | - Выпущено: 27 ноября 2017 - Лейбл: HitWonder - Форматы: цифровая дистрибуция   |
| Сам за себя — EP | - Выпущено: 21 июня 2019 - Лейбл: LAYAH - Форматы: цифровая дистрибуция         |

## Видеография
| Год                      | Клип                       | Режиссёр               | Альбом                 |
| В составе группы Lucky   | В составе группы Lucky     | В составе группы Lucky | В составе группы Lucky |
| ------------------------ | -------------------------- | ---------------------- | ---------------------- |
| 2007                     | «За рекой»                 |                        |                        |
| 2008                     | «Я больше не буду»         |                        |                        |
| В составе группы ВИА Гра |                            |                        |                        |
| 2010                     | «Пошёл вон!»               | Алан Бадоев            | «Всё лучшее в одном»   |
| 2010                     | «День без тебя»            | Сергей Солодкий        | «Всё лучшее в одном»   |
| 2012                     | «Алло, мам!»               | Алан Бадоев            | «Всё лучшее в одном»   |
| Сольная карьера          |                            |                        |                        |
| 2013                     | «Собой»                    | Игорь Стеколенко       | без альбома            |
| 2013                     | «Лето напрокат»            | Леся Патока            | без альбома            |
| 2013                     | «Религия»                  | Игорь Стеколенко       | без альбома            |
| 2014                     | «#kakvoda»                 | Татьяна Муиньо         | «LAYAH»                |
| 2014                     | «Нельзя поменять»          | Татьяна Муиньо         | «LAYAH»                |
| 2015                     | «Не преступление»          | Татьяна Муиньо         | «LAYAH»                |
| 2016                     | «Тени»                     | Татьяна Муиньо         | «LAYAH»                |
| 2016                     | «Невесомыми»               | Татьяна Муиньо         | «LAYAH»                |
| 2016                     | «Преданы»                  | Татьяна Муиньо         | «LAYAH»                |
| 2017                     | «Не прячься»               | Татьяна Муиньо         | «LAYAH»                |
| 2017                     | «Навсегда»                 | Татьяна Муиньо         | «LAYAH»                |
| 2017                     | «Молчать»                  | Татьяна Муиньо         | «Вне времени»          |
| 2017                     | «Вне Времени (Mood Video)» | Татьяна Муиньо         | «Вне времени»          |
| 2018                     | «Ранена»                   | Татьяна Муиньо         | «Вне времени»          |
| 2018                     | «NEO»                      | Татьяна Муиньо         | «Вне времени»          |
| 2018                     | «NAZLO»                    | Kinoproby Production   | без альбома            |
| 2019                     | «Изнанка»                  | Татьяна Муиньо         | «САМ ЗА СЕБЯ»          |
| 2020                     | «End of Summer»            | Kinoproby Production   | «Drunk Promises»       |
| 2021                     | «Мастер»                   | Misha Vovk             | «Drunk Promises»       |

## Фильмография
| Год  | Название             | Роль      |
| ---- | -------------------- | --------- |
| 2016 | «Глотай пыль»        | камео     |
| 2021 | «Кошмары музыкантов» | Саму себя |